# Obrium brunneum
Obrium brunneum es una especie de escarabajo longicornio, clasificada en la tribu Obriini, de la subfamilia Cerambycinae. Fue descrita por Fabricius en 1793.
La especie mide 4-7 mm de longitud y el período de actividad en adultos se presenta en mayo, junio, julio y agosto. Se distribuye por Armenia, Austria, Bélgica, Bielorrusia, Bosnia y Herzegovina, Bulgaria, Crimea, Croacia, Dinamarca, Estonia, Francia, Alemania, Grecia, Hungría, Italia, Letonia, Lituania, Luxemburgo, Moldavia, Países Bajos, Polonia, España, Rumania, Rusia europea, Eslovaquia, Eslovenia, Suecia, Suiza, Chequia, Turquía y Ucrania.